# Gewächshausspringspinne
Die Gewächshausspringspinne (Hasarius adansoni) ist eine Webspinne aus der Familie der Springspinnen (Salticidae). Sie ist nicht zu verwechseln mit der Gewächshausspinne, aus der Familie der Kugelspinnen (Theridiidae), die ebenfalls als Kulturfolger in Gewächshäusern auftritt.

## Merkmale

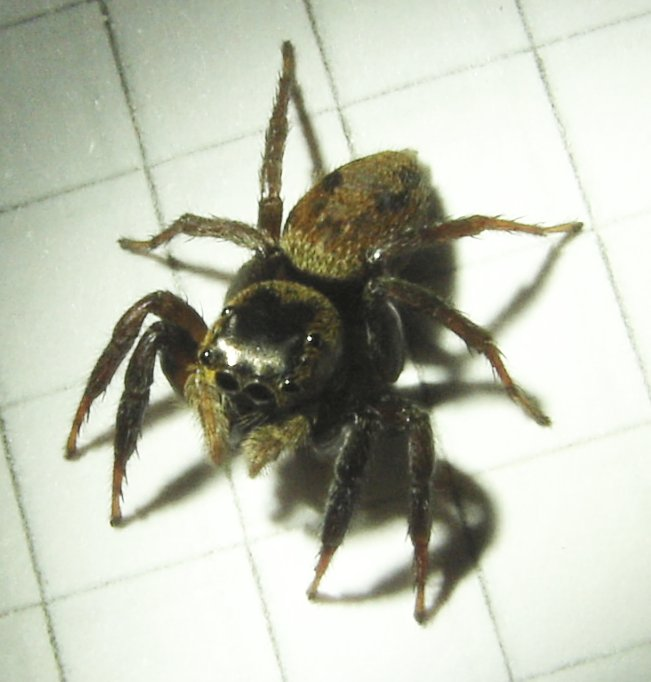
Weibchen der Gewächshausspringspinne

Die Körperlänge der Gewächshausspringspinne beträgt fünf bis sechs Millimeter bei den Männchen und sechs bis sieben Millimeter bei den Weibchen.

### Weibchen
Die Grundfarbe des Weibchens ist braun, wobei der Vorderkörper (Prosoma) rotbraun und der Hinterkörper (Opisthosoma) rostbraun ist. Zwischen den Augen ist der Oberkörper des Weibchens schwarzbraun. Wie beim männlichen Gegenstück befinden sich auch beim Weibchen mehrere Binden. Eine davon ist bogenförmig, gelb-grau und verläuft zwischen den Augen. Auf dem vorderen Rand des Hinterleibs befindet sich beim Weibchen eine weitere gelb-graue Randbinde. Zwei wellenförmig geschwungene schwarze Bänder verlaufen links und rechts entlang des Hinterleibs.

### Männchen
Die Grundfärbung des Männchens ist schwarz. Am Rand des Kopfes ist eine kreisförmig angelegte weiße Binde, welche im Augenbereich in eine braune Binde übergeht. Die Taster des Männchens sind schwarz, während Tibia, Patella und Spitze des Femurs dicht weiß behaart sind. Der Hinterleib des Männchens ist oben rostbraun gefärbt, an seinem Rand ist ebenfalls eine weiße Haarbinde vorzufinden. Auch bei den Männchen befinden sich auf dem Opisthosoma zwei gewellte schwarze Längsbänder, im Unterschied zu den Weibchen zeigen sie am hinteren Ende zwei auffällige weiße Punkte.

### Farbwahrnehmung
Wie alle Springspinnen besitzt die Gewächshausspringspinne acht Augen, von denen zwei große und zwei mittelgroße Augen direkt nach vorne gerichtet sind. Diese ermöglichen der Spinne, ihre Beute optisch wahrzunehmen. Die beiden großen, in der Mitte angeordneten Hauptaugen besitzen große Glaskörper, die eine lange Brennweite haben und deren Fokus verändert werden kann. Vier übereinander liegende Netzhautebenen ermöglichen in Abhängigkeit von der Wellenlänge des Lichtes verschiedene Wahrnehmung. Die unterste und die darüber liegende Netzhaut sind grünempfindlich. Das Grünbild wird jedoch nur auf der untersten Ebene scharf dargestellt. Der Schärfeunterschied zwischen diesen beiden Netzhautschichten erlaubt eine Entfernungsbeurteilung. Ein Nahrungstier kann von der Springspinne auf eine Entfernung von 10 bis 20 Zentimeter anvisiert werden und durch einen plötzlichen Sprung vorwärts erbeutet werden. Der Mechanismus der Entfernungswahrnehmung durch unterschiedliche Fokussierung auf Netzhautebenen wurde bei der Gewächshausspringspinne erstmals erforscht.

## Vorkommen
Die ursprüngliche Heimat der Gewächshausspringspinne ist nicht bekannt. Es wird vermutet, dass sie aus den Tropen stammt. Die unverwechselbare Art ist weltweit in Gewächshäusern verbreitet. In den wärmeren Klimazonen Asiens, beispielsweise in den chinesischen Provinzen Gansu, Guangxi, Guangzhou und Yunnan, auf Taiwan sowie in Japan ist sie auch im Freiland, oft in der Umgebung der Gewächshäuser von Universitäten, Botanischen Gärten und Zoos, zu finden. Sie kommt auch in Australien und auf zahlreichen Inseln vor der Küste dieses Kontinents vor. In Europa scheint sie sich im Freiland nur selten etabliert zu haben. Auf der Insel Gran Canaria wurde lediglich ein Exemplar unter einem Stein gefunden. Auf Kreta ist sie von Felsstränden nachgewiesen.

## Lebensweise
Die Gewächshausspringspinne baut keine Fangnetze wie die meisten anderen Webspinnen. Dazu fehlt ihr die dritte Tarsalklaue an jedem ihrer acht Beine, die zugunsten einer dichten Behaarung der Endglieder der Tarsen reduziert ist. Durch Adhäsionskräfte findet diese Springspinne auch an glatten Flächen Halt und ist an ihrem Fundort oftmals kletternd an Pflanzen oder Wänden zu finden. Gerne verbirgt sie sich auch unter Baumrinde oder Ranken von Kletterpflanzen in einem Gespinstsack. Da die Tiere aufgrund ihres bevorzugten Lebensraumes nicht von Jahreszeiten beeinflusst werden, sind sie dort ganzjährig anzutreffen.
Die Gewächshausspringspinne ist tagaktiv und lauert auf Taufliegen oder andere in den Gewächshäusern und deren Umgebung vorkommende kleine Insekten, die sie durch ihre Sehschärfe genau anvisiert und durch die hydraulische Sprungkraft ihrer Beine überraschend schnell und genau anspringt.

## Systematik und Taxonomie
Die Nähe zum Menschen hat die Gewächshausspringspinne zu einer relativ gut erforschten Springspinne gemacht. Die Erstbeschreibung unter dem Namen Attus adansonii stammt von Victor Audouin, der die Beschreibung dieser und vieler anderer Spinnen im Anschluss an Napoleons Ägyptenfeldzug im Jahr 1826 nach den aus Ägypten stammenden Exemplaren veröffentlichte. Bis 2012 wurde diese Spinnenart aus anderen Weltgegenden noch 86 Male ausführlich beschrieben und mehrmals in andere Gattungen gestellt. Die heute anerkannte Zuordnung zur Gattung Hasarius erfolgte 1871 durch den französischen Arachnologen Eugène Simon. Hasarius adansoni ist die Typusart der Gattung. Das Artepitheton adansoni ehrt den französischen Naturforscher Michel Adanson (1727–1806).

## Galerie

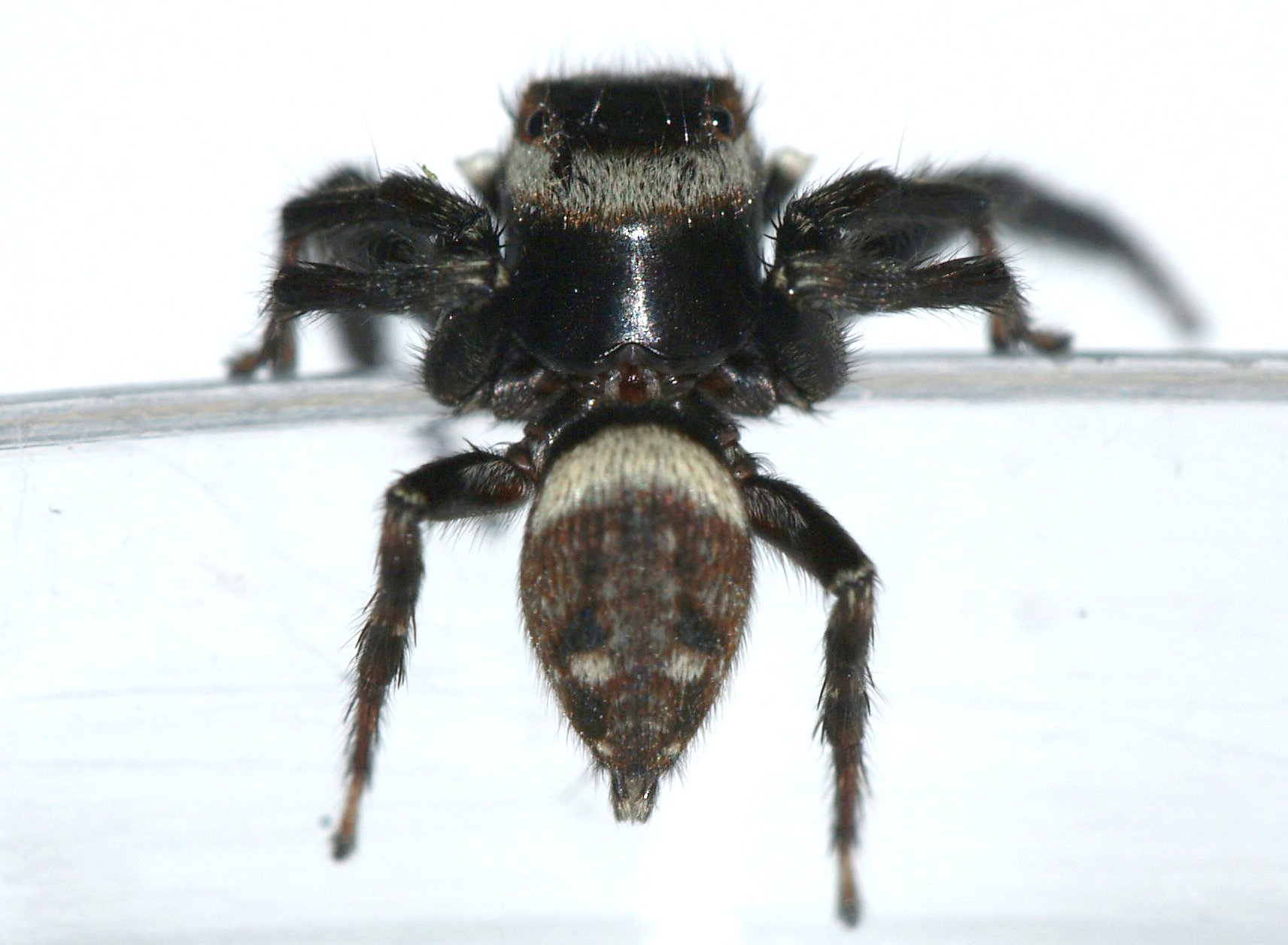
Männchen von oben, deutlich erkennbar ist die Zeichnung auf dem Abdomen
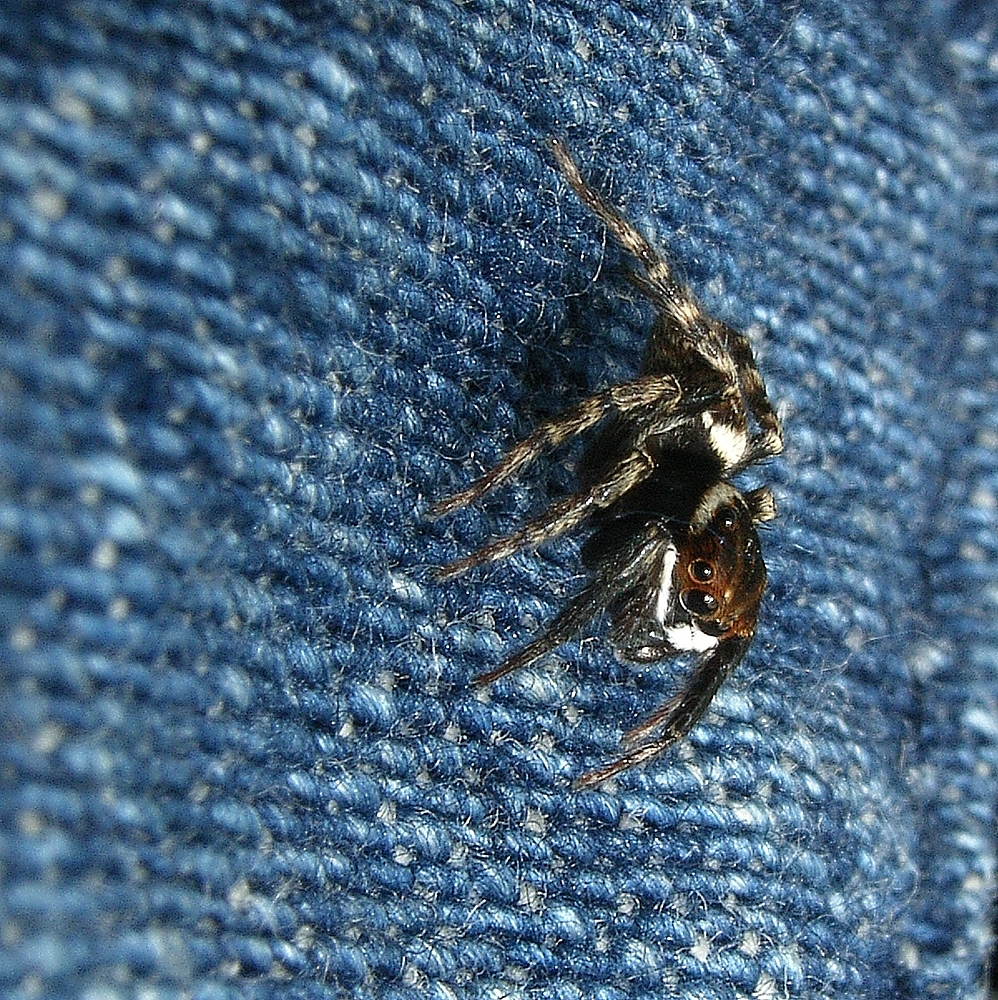
Männchen von der Seite
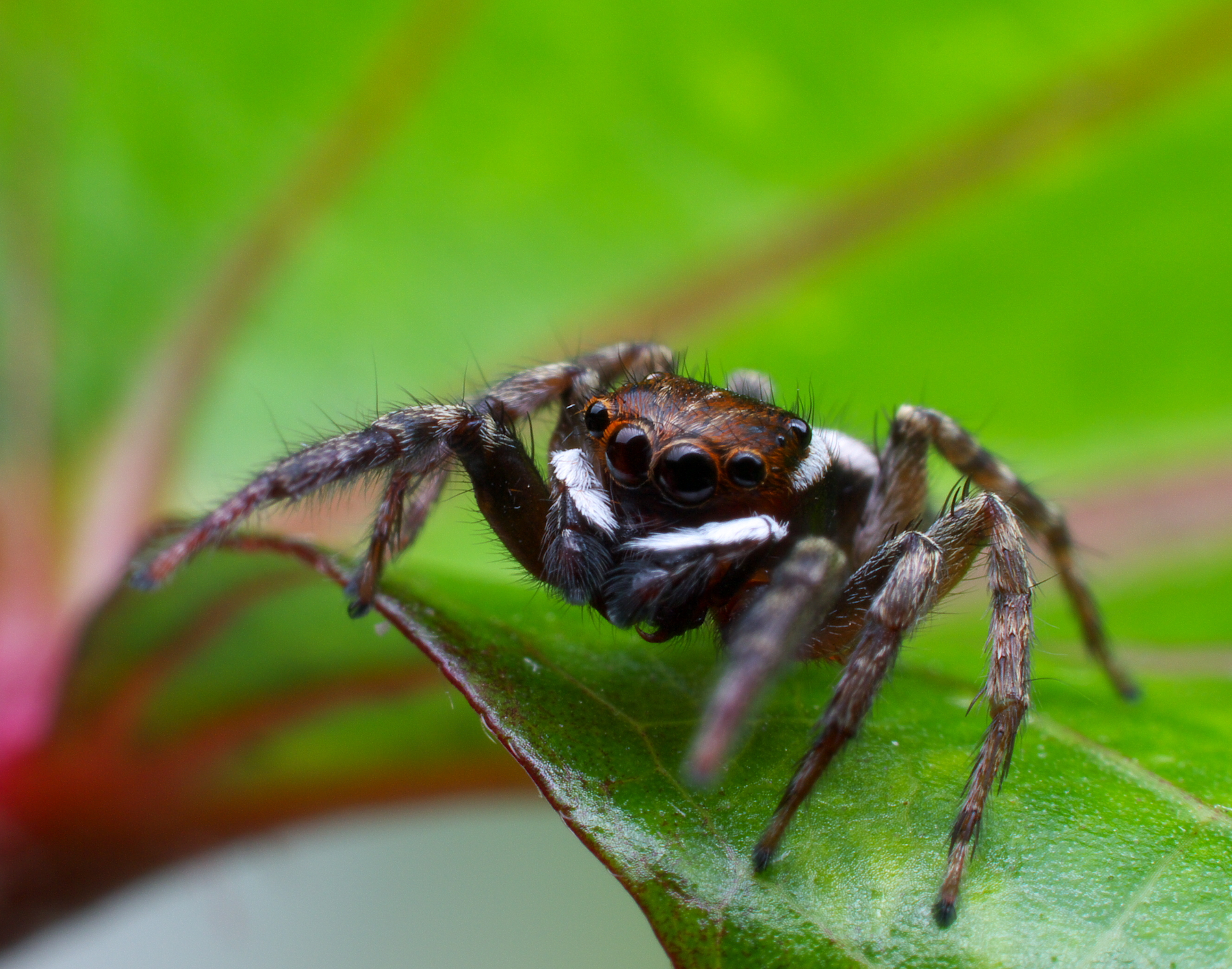
Männchen von vorn auf einer Pflanze
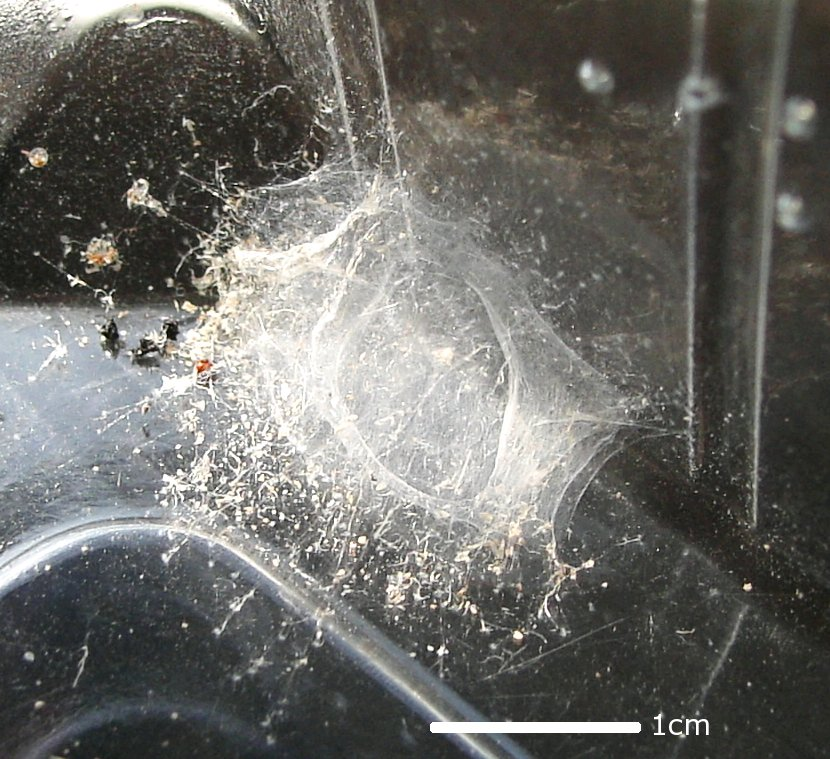
Gespinstsack eines Männchens
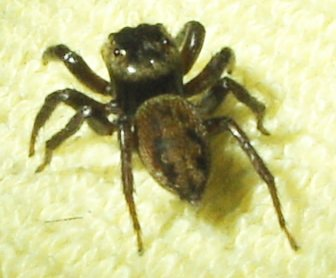
Weibchen von oben
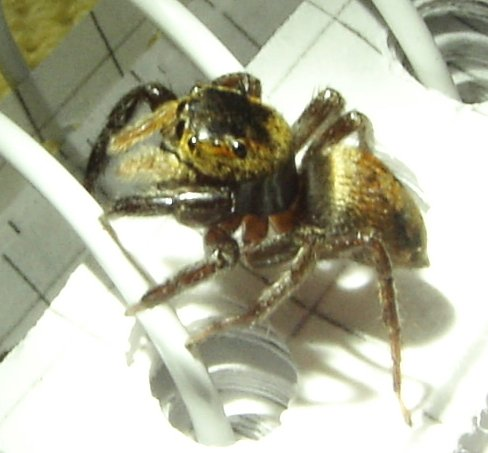
Weibchen von der Seite
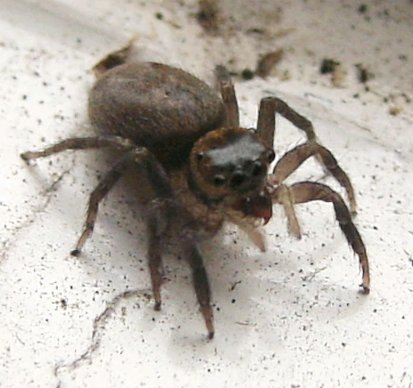
Juveniles Weibchen